# Olinto Fonseca
Olinto Fonseca (Formiga, 8 de março de 1908 — Rio de Janeiro, 23 de dezembro de 1990) foi um político brasileiro. Exerceu o mandato de deputado federal constituinte por Minas Gerais em 1946.